# 8月のメモワール
『8月のメモワール』（原題: The War）は、1994年制作のアメリカ合衆国の映画。出演はイライジャ・ウッド、ケビン・コスナーら。

## あらすじ
1970年夏、ミシシッピ州。ベトナム帰還兵のスティーヴンは、戦争でPTSDとなり、治療を受けていた。彼の妻ロイスとリディア、ステューの姉弟はトレーラーハウスで貧しい生活を送りながら、スティーヴンの復員を待っていた。
復員したスティーヴンは家を買う金を稼ぐため、石切り場の仕事に就く。リディアとステューは、PTSDと闘いながら家族のために必死に働く父の姿に接する事によって、次第に家族の絆を取り戻し、様々な困難に立ち向かい、成長していく。

## キャスト
| 役名                   | 俳優                         | 日本語吹替 |
| ---------------------- | ---------------------------- | ---------- |
| ステュー・シモンズ     | イライジャ・ウッド           | 高山みなみ |
| スティーヴン・シモンズ | ケビン・コスナー             | 大塚芳忠   |
| ロイス・シモンズ       | メア・ウィニンガム           | 駒塚由衣   |
| リディア・シモンズ     | レクシー・ランドール         | 伊藤美紀   |
| エブ                   | ルーカス・ブラック           |            |
| ストラップフォード夫人 | クリスティーン・バランスキー |            |
| エルバラディン         | ラトーヤ・チザム             | 松本梨香   |
| モー                   | ブルース・A・ヤング          | 荒川太郎   |

その他の日本語吹き替え声優: ならはしみき、梅津秀行、茶風林、真殿光昭、鈴木琢磨、西村ちなみ、くまいもとこ、大谷育江、高乃麗、陶山章央、菊池いづみ、佐藤しのぶ

## 評価
レビュー・アグリゲーターのRotten Tomatoesでは16件のレビューで支持率は25%、平均点は4.80/10となった。